# Браверман, Елена Яновна
Елена Яновна Браверман (урождённая Лумельская, род. 9 февраля 1961, Пермь) — советский, израильский и канадский математик, профессор отделения математики Университета Калгари.

## Биография
Родилась в семье доктора физико-математических наук, профессора Яна Петровича Лумельского и кандидата физико-математических наук Людмилы Михайловны Цирульниковой (род. 1933), доцента кафедры физики Пермского политехнического института. Старшая сестра — Марианна Яновна Пенская, профессор отделения математики Университета Центральной Флориды. Внучка конструктора артиллерийской техники, лауреата Сталинской премии М. Ю. Цирульникова.
Окончила механико-математический факультет Пермского государственного университета (1983). В 1983—1988 годах — инженер и научный сотрудник Пермского политехнического института, в 1990—1992 годах ассистент кафедры математического анализа. Диссертацию кандидата физико-математических наук по теме «Линейные импульсные функционально-дифференциальные уравнения» защитила в 1990 году под руководством Н. В. Азбелева. С 1992 года — в Израиле.
В 1992—1994 годах проходила постдокторантуру в отделении математики в хайфском Технионе, в 1994—1995 годах — научный сотрудник в Израильском институте металлов (Хайфа). С 1995 года — научный сотрудник в отделении компьютерных наук Хайфского техниона. С 2002 года в отделении математики и статистики Университата Калгари (с 2011 года — профессор).
Основные научные труды в области дифференциальных уравнений и популяционной динамики. Ряд статей опубликован в сотрудничестве с Л. М. Березанским.
Член редколлегии журналов «Applied Mathematics and Computation», «Nonlinear Analysis: Real World Applications», «International Journal of Differential Equations», главный редактор журнала «Advances in Difference Equations» (с двумя соредакторами).

## Семья
- Муж (с 1982 года) — кандидат физико-математических наук Леонид Михайлович Браверман (род. 1960), учёный в области гидромеханики.
  - Сыновья — математик Марк Браверман и физик-ядерщик Борис Браверман[20][21], золотой медалист Международной олимпиады по физике (2006)[22][23].

## Монографии
- Ravi P. Agarwal, Leonid Berezansky, Elena Braverman, Alexander Domoshnitsky. Nonoscillation theory of functional differential equations with applications. New York: Springer-Verlag, 2012. — 520 pp.[24]